# Marc Ceccarelli
Marc Ceccarelli est un animateur, scénariste et producteur américain né le 4 janvier 1968 à Bakersfield (Californie). Il est principalement connu pour son travail sur la série Bob l'éponge.

## Filmographie

### Comme scénariste
- 2008 : Phinéas et Ferb (1 épisode)
- 2011-2014 : Bob l'éponge (17 épisodes)
- 2015-2016 : Oncle Grandpa (27 épisodes)

### Comme animateur
- 2012-2015 : Bob l'éponge (3 épisodes)

### Artiste de storyboard
- 2008 : Phinéas et Ferb (2 épisodes)
- 2009 : The Drinky Crow Show (3 épisodes)
- 2011-2014 : Bob l'éponge (19 épisodes)
- 2013-2016 : Oncle Grandpa (25 épisodes)
- 2015 : Bob l'éponge, le film : Un héros sort de l'eau

### Comme producteur
- 2015-2018 : Bob l'éponge (33 épisodes)